# Kricogonia lyside
Kricogonia lyside är en fjärilsart som först beskrevs av Jean Baptiste Godart 1819.  Kricogonia lyside ingår i släktet Kricogonia och familjen vitfjärilar. Inga underarter finns listade i Catalogue of Life.

## Bildgalleri

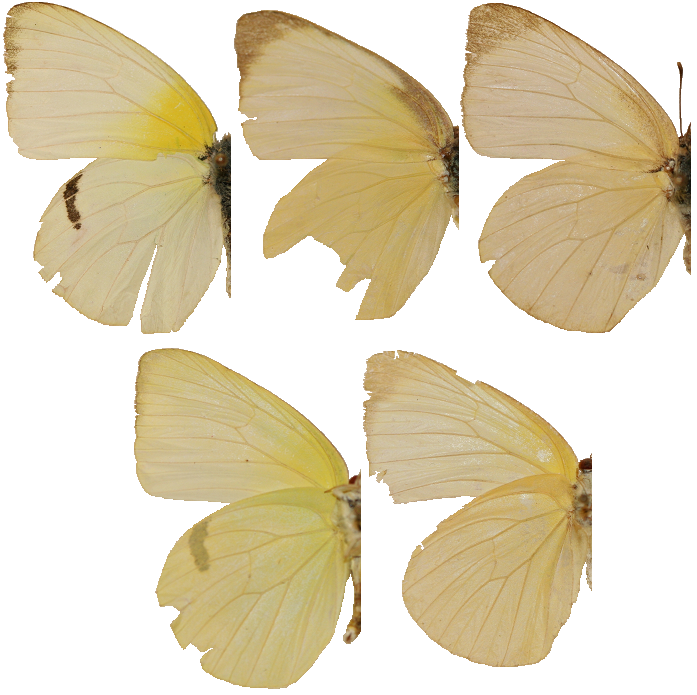